# Trîbuhî, Litîn
Trîbuhî (în ucraineană Трибухи) este o localitate în comuna Ivcea din raionul Litîn, regiunea Vinnița, Ucraina, formată numai din satul de reședință. Până în 2005, a fost comună de sine stătătoare.

## Demografie
Componența lingvistică a satului Trîbuhî
     Ucraineană (98,26%)
     Rusă (1,74%)
Conform recensământului din 2001, majoritatea populației satului Trîbuhî era vorbitoare de ucraineană (98,26%), existând în minoritate și vorbitori de rusă (1,74%).